# Jojo la frite
Pour les articles homonymes, voir Jojo.
Pour plus de détails, voir Fiche technique et Distribution.
Jojo la frite est un film français réalisé par Nicolas Cuche, sorti le 15 mai 2002 (France).

## Fiche technique
- Titre : Jojo la frite
- Réalisation : Nicolas Cuche
- Scénario : Nicolas Cuche et Philippe Zenatti
- Adaptation : Didier Lejeune et Éric Taraud
- Production :
- Image :
- Son :
- Montage :Nathalie Goepfert et Joel Siret
- Musique :
- Durée :
- Date de sortie :
  -  France : 15 mai 2002

## Distribution
- Didier Becchetti : Ralph
- Frédéric Saurel : Swan
- Mélanie Thierry : Camilla
- Jean-Christophe Bouvet : Benz
- Bernard Campan : Tonio
- Jean-Paul Rouve : Joseph
- Marina Foïs : Marie
- Pascal Vincent : Melchior
- Tonio Descanvelle et Jean-Michel Fête : les policiers
- Dieudonné Kabongo-Bashila : l'Antillais
- Géraldine Bonnet-Guérin : Bella
- Sophie Mounicot : la journaliste
- Fabienne Saint-Pierre : la SDF
- Jean-François Gallotte : le mendiant infirme